# Northern Pacific Railway
 (août 2010).
Après l'achèvement du Premier chemin de fer transcontinental le 10 mai 1869, un second projet, concurrent, fut réalisé par la Northern Pacific Railway (sigle de l'AAR : NP), compagnie ferroviaire qui reliait les Grands Lacs au Pacifique en traversant le centre-nord des États-Unis et desservait les États de l'Idaho, du Minnesota, du Montana, du Dakota du Nord, de l'Oregon, de Washington et du Wisconsin.
La compagnie ferroviaire possédait son siège à Brainerd, puis à Saint Paul, toutes deux situées dans le Minnesota. En 1970, le NP fusionna avec le Great Northern Railway et le Chicago, Burlington and Quincy Railroad pour constituer le Burlington Northern Railroad.

## Histoire

### L'amorce du réseau
Le Northern Pacific fut créé le 2 juillet 1864 comme le premier chemin du fer transcontinental du nord des États-Unis, destiné à relier les Grands Lacs à Puget Sound. Il reçut une concession de 190 000 km2 de terre en échange de la construction d'un chemin de fer vers des régions inhabitées. Josiah Perham, qui donna son nom à la ville de Perham, dans le Minnesota, fut nommé premier président de la compagnie le 7 décembre 1864. 
Durant 6 années, la compagnie rechercha un financement. Malgré le remplacement de Perham par John Gregory Smith le 5 janvier 1866, le premier coup de pioche ne fut lancé que le 15 février 1870 à Thompson Junction, situé à 40 km à l'ouest de Duluth (Minnesota). La recherche de fonds fut difficile jusqu'à l'arrivée du célèbre financier de la Guerre de Sécession, Jay Cooke, au cours de l'été 1870. Entre-temps, le 6 mai 1869, le Premier chemin de fer transcontinental avait été achevé, par les efforts conjugués du Central Pacific Railroad et de l'Union Pacific Railroad.

### L'impulsion donnée par Jay Cooke
Les financements de Jay Cooke, qui dirigeait alors Jay Cooke & Co, première banque américaine, permirent au NP d'ouvrir 2 chantiers en même temps : l'un partant de l'est, dans le Minnesota, pour aller vers l'ouest et le Dakota du Nord, le second partant de l'Ouest, qui reliait Kalama, dans l’État de Washington, sur les rives du fleuve Columbia, à Portland, Oregon.
Pour la construction de la voie, 4 machines furent achetées et baptisées : Minnetonka (acheminée jusqu'à Kalama par bateau via le cap Horn, Itaska, Ottertail, et St Cloud. Dans le Minnesota, la compagnie acheta en 1871 le "Lake Superior and Mississippi Railroad", dont les 250 km de lignes achevés en 1870, lui permirent de relier Saint-Paul à Duluth sur le lac Supérieur. 
En 1871, le NP ajouta 370 km de voies supplémentaires à son réseau est, permettant de joindre Moorhead (Minnesota) à la frontière du Dakota du Nord. Les géomètres furent envoyés dans le Dakota du Nord sous la protection de Général Winfield Scott Hancock et de ses 600 soldats. Le quartier général et les ateliers furent installés à Brainerd, Minnesota ; cette ville fut baptisée du nom de la femme du président John Gregory Smith : Anna Elisabeth Brainerd. Quant au réseau de l'ouest, 40 km de voies furent ouverts au nord de Kalama. 
En 1872, la compagnie posa 264 km de voies à travers le Dakota du Nord, ainsi que 72 km dans l'État de Washington. Le 1er novembre, le Général George Washington Cass devint le troisième président du NP. Cass, qui fut vice-président et directeur du Pennsylvania Railroad, allait diriger le NP au pire moment de son histoire. Les attaques répétées des groupes de prospecteurs et des équipes de construction travaillant en plein territoire indien dans le Dakota du Nord, obligèrent la compagnie à solliciter le Président Ulysses S. Grant pour obtenir la protection de l'armée fédérale. Cette même année, le NP ouvrit en Europe des centres de recrutement de colons pour peupler cet État sous développé. 
Le 4 juin 1873 le NP atteignit la rivière Missouri au centre du Dakota du Nord. À l'ouest après plusieurs années d'études, Tacoma, dans l'État de Washington, fut choisi pour être le terminus ouest du réseau le 14 juillet. Cela faisait maintenant 3 ans que Jay Cooke investissait massivement dans le NP. Mais comme beaucoup de lignes transcontinentales de l'ouest, les coûts de construction dans ces vastes régions désertiques furent largement sous-évalués, ce qui provoqua la faillite du financier Jay Cooke le 18 septembre 1873. Peu après, le krach de 1873, affecta l'ensemble des États-Unis et provoqua une grave récession qui dura plusieurs années. Le NP échappa à la faillite grâce à un plan d'austérité instauré par le Président Cass. À l'ouest, les 177 km de voies furent posés entre Kalama et Tacoma avant la fin de l'année, et la première vapeur arriva à Tacoma le 16 décembre 1873. Malheureusement la compagnie devint moribonde l'année suivante.
Pendant l'été 1872, la Northern Pacific Railroad, sous la protection de 400 soldats des troupes fédérales, rompant un traité signé avec les Indiens, pénètre en territoire Oglala pour poser des voies et provoque une guerre indienne.

### La Panique de 1873 et la première banqueroute
Finalement le NP connu sa première banqueroute le 30 juin 1875. Le plan de restructuration fut élaboré par Frederick Billings, et Charles Barstow Wright devint le quatrième président du NP. Le Général George Armstrong Custer fut affecté à Fort Rice dans le Dakota, et chargé de protéger la construction du Northern Pacific. 
La présence de l'armée fédérale, la construction du chemin de fer, l'installation de migrants, et la découverte d'or dans le Dakota du Sud, ne firent qu'attiser la colère des indiens et conduire à la Bataille de Little Bighorn en 1876, qui se solda par la défaite du Général George A. Custer.
En 1877, l'extension du NP se limita à l'ouest par la construction d'un embranchement entre Tacoma et Puyallup, Washington, et vers les réserves de charbon de la région de Wilkeson, Washington. Le charbon, envoyé via Tacoma et San Francisco, servait principalement aux locomotives du Central Pacific Railroad. Le NP construisit également un grand complexe à South Tacoma, Washington. Durant de nombreuses années, les ateliers de Brainerd et de South Tacoma assurèrent les grosses réparations et la construction des équipements de la compagnie.
Le 24 mai 1879, Frederick Billings, homme de loi du Vermont, devint le Président du NP. Sa présidence fut courte mais féroce. Grâce à l'amélioration de la situation économique du pays, le NP fut autorisé à traverser la rivière Missouri, et de construire une ligne de 160 km en direction de l'ouest. Le NP, en retrouvant de la vigueur, allait générer des inquiétudes chez ses concurrents.

### La montée en puissance d'Henri Villard

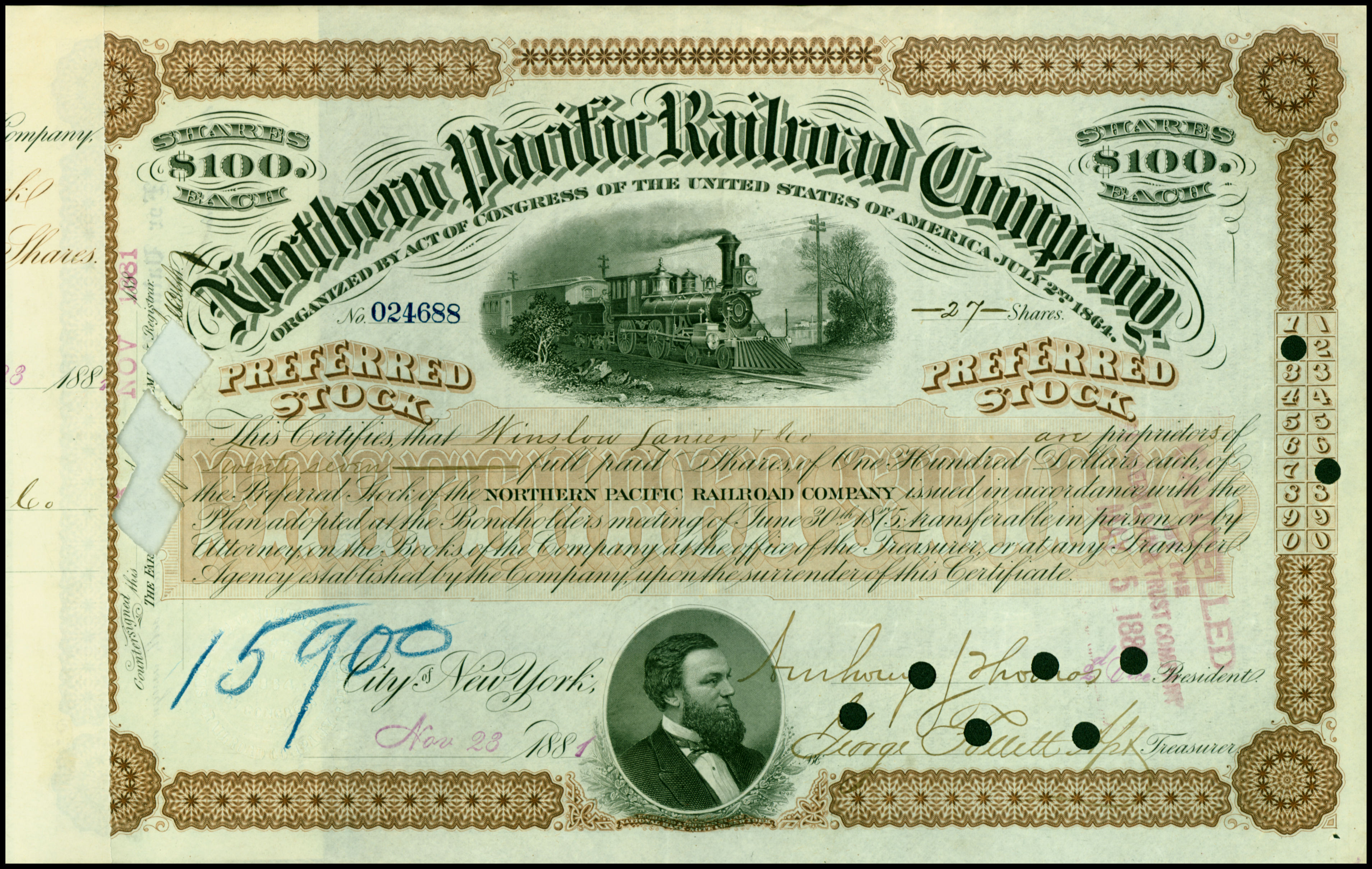
Preferred Shares du Northern Pacific Railroad Company en date du 28 Novembre 1881

Henri Villard, de son vrai nom, Ferdinand Heinrich Gustav Hilgard, naquit en Bavière en 1835. Il émigra aux États-Unis en 1853 à l'âge de 18 ans, et s'installa dans l'Illinois comme journaliste et éditeur. De retour en Allemagne en 1871, il entra en contact avec des financiers européens qui spéculaient sur les chemins de fer américains. Il devint leur représentant et retourna aux États-Unis après le krach de 1873. Avant la fin des années 1870, et grâce au travail de Villard, la majorité des lignes de l'Oregon tombèrent dans les mains de la holding européenne Oregon and Transcontinental. Sa filiale la plus importante était l'Oregon Railway and Navigation ; cette ligne partait de Portland, Oregon et progressait vers l'est en remontant la rive sud du fleuve Columbia jusqu'à son affluent la rivière Snake, où il se connectait avec l'Oregon Short Line de l'Union Pacific Railroad près de Wallula, Washington. Dix ans après son retour, Villard se retrouva à la tête d'un empire dans les transports de la région nord-ouest de la côte pacifique. Son seul véritable rival était le Northern Pacific qui poursuivait le développement de son réseau. Villard craignait que Portland ne devînt une ville de second ordre, une fois que le NP aurait relié Tacoma et Seattle à l'est des États-Unis. Pour sauver son monopole des transports ferroviaires et fluviaux dans l'Oregon, Villard lança un raid sur le NP. S'appuyant sur ses relations européennes et son amitié avec Jay Gould, à qui il permit de prendre le contrôle de la Kansas Pacific Railway, il leva 8 millions de dollars et s'empara du NP le 6 juin 1879. Il fut nommé président le 15 septembre suivant. Durant 2 ans, le réseau connu de nombreuses extensions.
En 1882, l'achèvement de 580 km de lignes principales et 592 km de lignes secondaires, porta le réseau principal à 2 168 km, et le secondaire à 1 176 km. Le 10 octobre 1882, la ligne reliant Wadena, Minnesota à Fergus Falls, Minnesota fut inaugurée. Le 21 octobre 1882, un pont d'un million de dollars fut ouvert sur le Missouri. Auparavant, sa traversée était assurée en été par un service de ferry ; puis en hiver par une voie ferrée temporaire posée à même la glace. Le 9 août fut créée la Northern Pacific Beneficial Association qui finança 4 hôpitaux à St Paul, Minnesota, Glendive, Montana, Missoula, Montana et Tacoma, Washington afin de soigner les employés, les retraités et les familles du NP.
Le 15 janvier 1883, le premier train arriva à Livingston, Montana à l'Est du col de Bozeman. Livingston, situé au centre du réseau du NP, allait accueillir un nouveau dépôt pour les grosses réparations. L'extension de la ligne progressait d'environ 2,4 km par jour. Gold Creek (situé entre Butte et Missoula) fut atteint le 8 septembre 1883.

### La route directe vers Puget Sound
Mais le cours du NP commença à chuter à la bourse de Wall Street, quand on réalisa que son réseau était très long, et son trafic peu intense. Villard, souffrant d'une dépression nerveuse, quitta la présidence du NP et partit se reposer en Allemagne. L'intérim fut confié à Robert Harris qui travailla pour le Chicago, Burlington and Quincy Railroad. Durant les 4 années qui suivirent, Harris renforça le capital de NP et le détacha des liens complexes qui l'unissaient à l'Oregon Railway and Navigation.
Pour atteindre directement le Puget Sound, sans avoir à suivre les détours du fleuve Columbia, le NP décida de couper par la chaîne des Cascades (Cascade Mountains). Virgil Bogue, ingénieur en travaux publics, découvrit le 19 mars 1881, le col de Stampede qui permettrait de relier Wallula à Yakima en 1884. Le 27 mai 1888, le premier train s'engagea dans le nouveau tunnel de 3 km de long percé sous le Stampede Pass.

### Le Krach de 1893 et la seconde banqueroute
Villard, revenu au conseil d'administration depuis 1887, préféra donner la présidence du NP à un de ses anciens associés Thomas Fletcher Oakes le 20 septembre 1888. Pour concurrencer le Great Northern Railway de James Jerome Hill, le NP augmenta les embranchements de son réseau pour mieux desservir son territoire, mais sans faire la moindre étude de marché. La faiblesse du trafic et la Panique de 1893 entraîna la seconde banqueroute du NP le 20 octobre. John P. Morgan confia à son lieutenant Charles Henry Coster la tâche de redresser le NP. Mais à la suite de la Panique de 1893, un autre financier, James J. Hill qui contrôlait déjà le Great Northern, prit des parts dans le NP en 1896. Charles Sanger Mellen, homme de confiance de JP Morgan, fut nommé Président du NP le 1er septembre 1897. La mort prématurée de Coster, et la nomination de Mellen par JP Morgan en 1903 pour prendre les commandes du New York, New Haven and Hartford Railroad (contrôlé également par Morgan), rapprocha le NP de l'orbite de James J. Hill.

### La lutte Hill / Harriman pour accéder à Chicago
Le NP, le Great Northern, et l'Union Pacific se devaient de relier Chicago, premier nœud ferroviaire des États-Unis entre l'est et l'ouest. 
Le NP, qui louait des droits de passage au Wisconsin Central Railway depuis la fin des années 1880 pour atteindre Chicago, dut stopper cette collaboration à la suite de sa banqueroute de 1893. De son côté, le Great Northern Railway contrôlé par James J. Hill, qui venait de relier les Twin Cities à Puget Sound en 1893, n'avait pas de ligne directe vers Chicago. Hill s'intéressa au Chicago, Burlington and Quincy Railroad (CB&Q, ou Burlington) qui circulait entre les Twin Cities et Chicago. Quant à l'Union Pacific, dirigé par Edward Henry Harriman, une route vers Chicago s'imposait. Une bonne partie de la ligne du CB&Q avait l'avantage d'être à proximité de celle de l'UP. Harriman fut le premier à approcher Charles Elliott Perkins, président du CB&Q. Cependant Harriman n'était pas disposé à payer les 200 dollars par actions réclamés par Perkins pour prendre le contrôle du Burlington. Profitant de la situation, James J. Hill, proposa de partager le rachat le CB&Q à parts égales entre le Great Northern et le Northern Pacific. Harriman contre attaqua en lançant un raid sur le Northern Pacific. Hill répliqua en demandant à JP Morgan, alors en vacances en Italie, d'acheter massivement des parts du NP.

### De James Hill à Howard Elliott

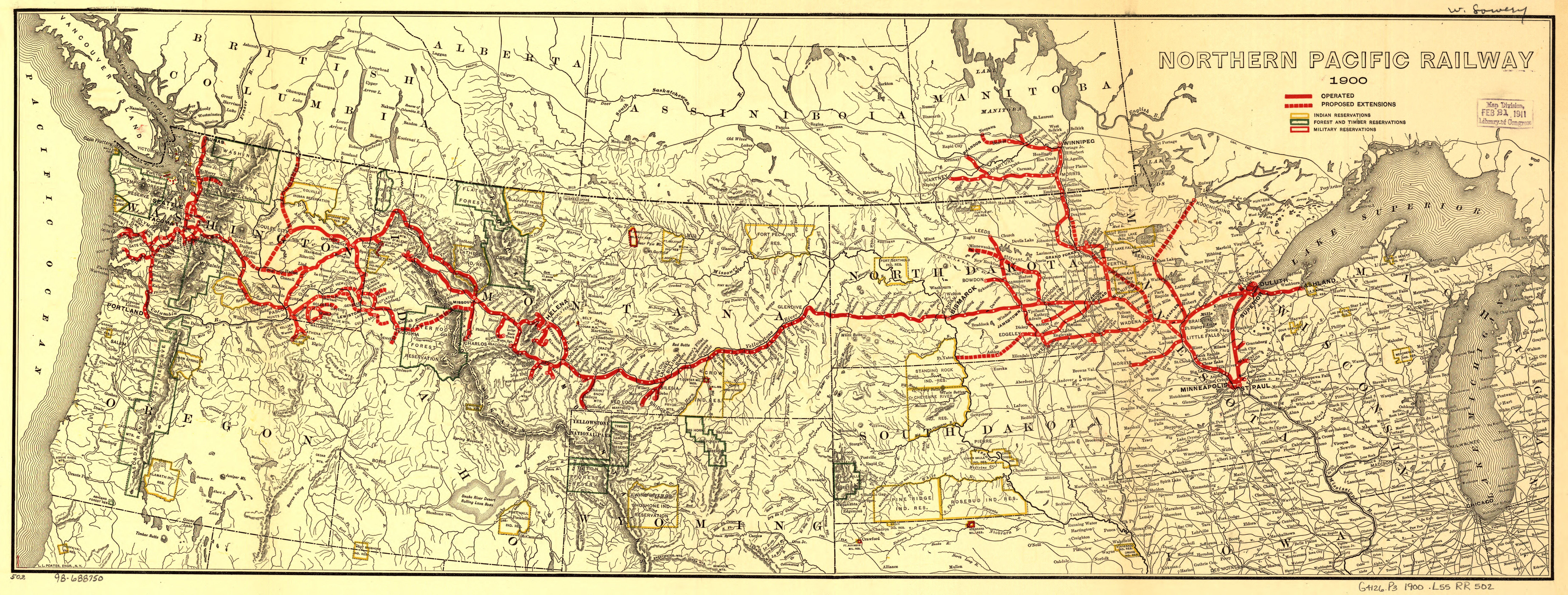
Lignes exploitées par le Northern Pacific Railway en 1900

En 1903, Hill l'emporta finalement grâce au concours de JP Morgan. Le CB&Q permettait non seulement l'accès à Chicago, mais également au Midwest. Howard Elliott, un ancien du CB&Q, fut nommé président du NP le 23 octobre 1903. Elliott était un proche du bourru Perkins, chef du Burlington, et connaissait bien sûr John Murray Forbes, le plus gros bailleur de fonds du CB&Q. Il avait passé 20 ans de sa carrière dans les chemins de fer du Midwest, où les rabais, la course au développement et la guerre des taux avaient provoqués une concurrence ruineuse. Ayant constaté les conséquences de plusieurs chemins de fer pour une même destination, il était en accord avec la philosophie de James J. Hill qui prônait la « communauté d'intérêt » : des accords pragmatiques étaient conclus entre les différentes routes pour éviter les doublons, la guerre des taux, l'affaiblissement des finances, et finalement les banqueroutes et les réorganisations. Il œuvra afin de rétablir la paix entre le Great Northern de (Hill), l'Union Pacific (Harriman) et enfin, entre 1907 et 1909, le Chicago, Milwaukee, St. Paul and Pacific Railroad (Milwaukee Road) qui exploitait la dernière route transcontinentale du Nord des États-Unis.
De son côté, Hill regroupa ses holdings dans la Northern Securities Company, afin d'empêcher un nouveau raid hostile sur son empire ferroviaire. Mais la Cour Suprême, en vertu de la loi Sherman Antitrust Act, annula ce montage financier. De son côté, Harriman ne sortit pas indemne de cette bataille boursière ; il fut obligé quelques années plus tard, de démanteler sa holding contrôlant l'Union Pacific et le Southern Pacific Railroad.

### Au début duXXesiècle

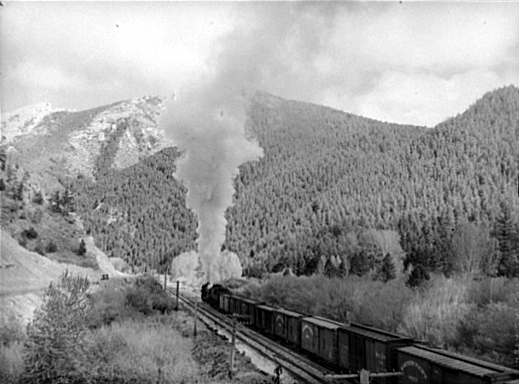
Train du NP sur le Bozeman Pass en juin 1939

En ce début de siècle, le NP avait un développement constant. Le Great Northern et le Northern Pacific prirent le contrôle du Chicago, Burlington and Quincy Railroad, ce qui permit d'avoir un accès important vers Chicago, le centre du Middle West, et le Texas ; d'autre part, le Spokane, Portland and Seattle Railway, leur filiale commune créée en 1905, représentait une route importante vers l'est et le sud de l'état de Washington. 
Le NP améliora son réseau en construisant des doubles voies aux endroits critiques, et en installant une signalisation par bloc automatique sur toute sa ligne principale. Avec le progrès technique, il put ensuite utiliser le contrôle centralisé du trafic, et les communications par les ondes radio et les micro-ondes.

### Le temps des fusions: l'unification des réseaux de Hill
Le 2 mars 1970, le Great Northern Railway, le Northern Pacific Railway, et le Chicago, Burlington and Quincy Railroad fusionnèrent pour constituer le Burlington Northern Railroad (BN). Cette même année, le BN loua le Spokane, Portland and Seattle Railway desservant le sud de l'état de Washington. La fusion fut acceptée malgré le problème posé par la décision de la Cour suprême des États-Unis prise en 1904, qui avait annulé à l'époque la Northern Securities Company. Le BN fusionna avec le Spokane, Portland and Seattle Railway le 1er novembre 1979. Le 22 septembre 1995, le BN racheta le Santa Fe. Les deux réseaux fusionnèrent le 31 décembre 1996 pour former le Burlington Northern and Santa Fe Railway (BNSF).

## Les divisions du réseau
En 1949, le NP gérait un réseau de 11 087 km, dont 4 556 km de ligne principale, et 6 529 km de lignes secondaires. 
Le réseau était partagé en 7 divisions :
- Lake Superior Division : longue de 1 015 km, elle reliait Duluth, Minnesota à Ashland, Wisconsin, Duluth à Staples, Minnesoata, et Duluth à White Bear Lake, Minnesota.
- St. Paul Division : longue de 1 463 km, elle reliait Saint-Paul à Staples, Saint-Paul à White Bear Lake, et Staples à Dilworth, Minnesota.
- Fargo Division : longue de 1878, elle reliait Dilworth à Mandan, Dakota du Nord.
- Yellowstone Division : longue de 1 408 km, elle reliait Mandan à Billings, Montana, et Billings à Livingston, Montana.
- Rocky Mountain Division : longue de 1 435 km, elle reliait Livingston à Paradise, Montana via Helena, Montana et Mullan Pass, ainsi que Logan, Montana à Garrison, Montana via Butte, Montana et Homestake Pass.
- Idaho Division : longue de 1 807 km, elle reliait Paradise à Yakima, Washington via Pasco, Washington.
- Tacoma Division : longue de 1 664 km, elle reliait Yakima à Auburn, Washington, Seattle, Washington et Sumas, Washington sur la frontière avec la Colombie-Britannique, et entre Seattle et Portland, Oregon.

## Le service voyageur

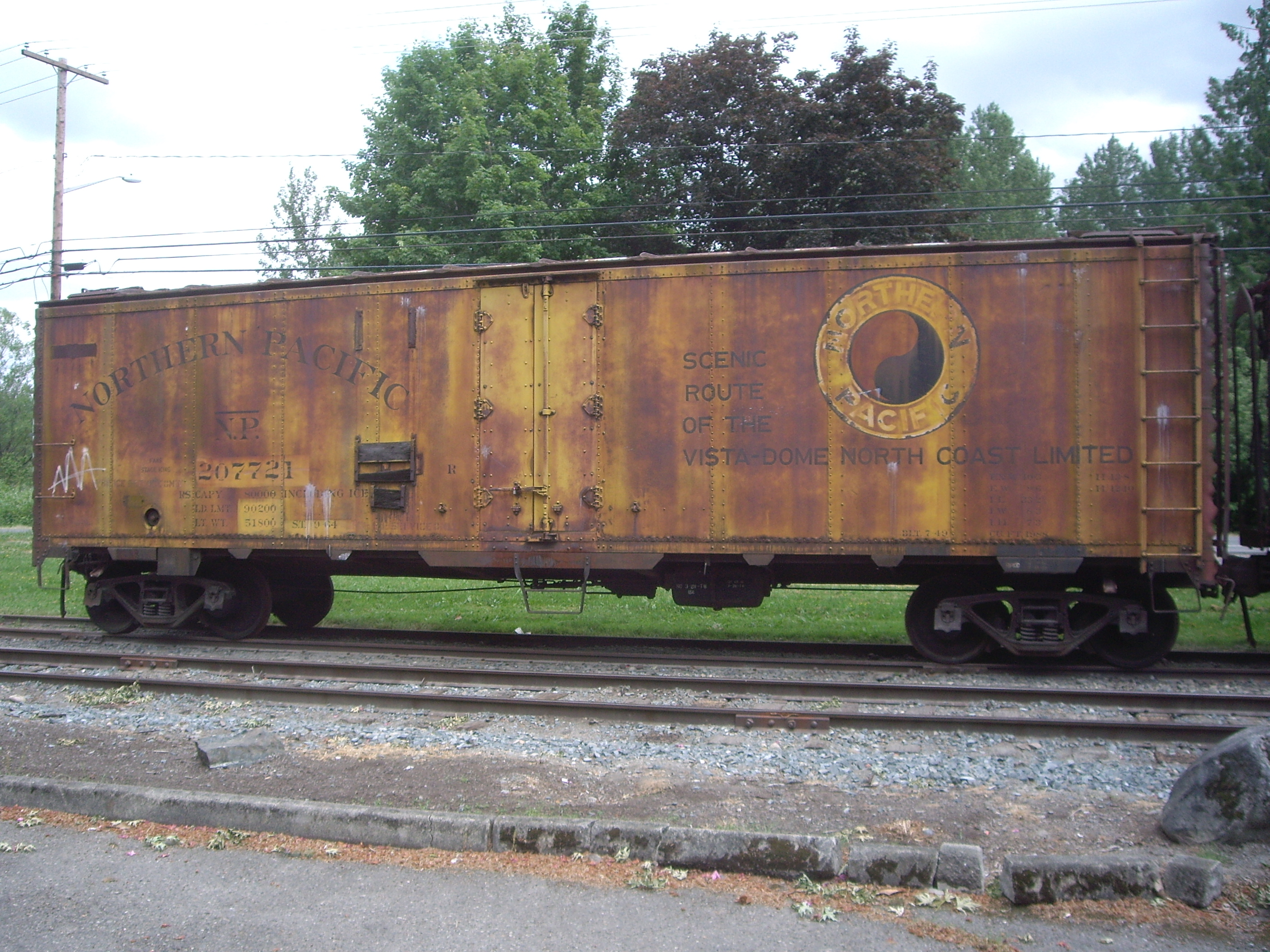
Wagon rouillé avec une publicité pour le North Coast Limited avec voitures panoramiques «Vista-Dome»

Le North Coast Limited était le plus beau train de voyageurs du NP. Il était exploité entre Chicago et Seattle via Bismarck, Dakota du Nord. Il commença à circuler le 29 avril 1900. Puis après la fusion du 2 mars 1970, il circula brièvement sous les couleurs du BN jusqu'au 29 avril 1971, veille de la mise en exploitation de l'Amtrak. La portion entre la gare de St. Paul et celle d'Union Station à Chicago, était assurée par le CB&Q qui remontait le fleuve Mississippi dans le Wisconsin.

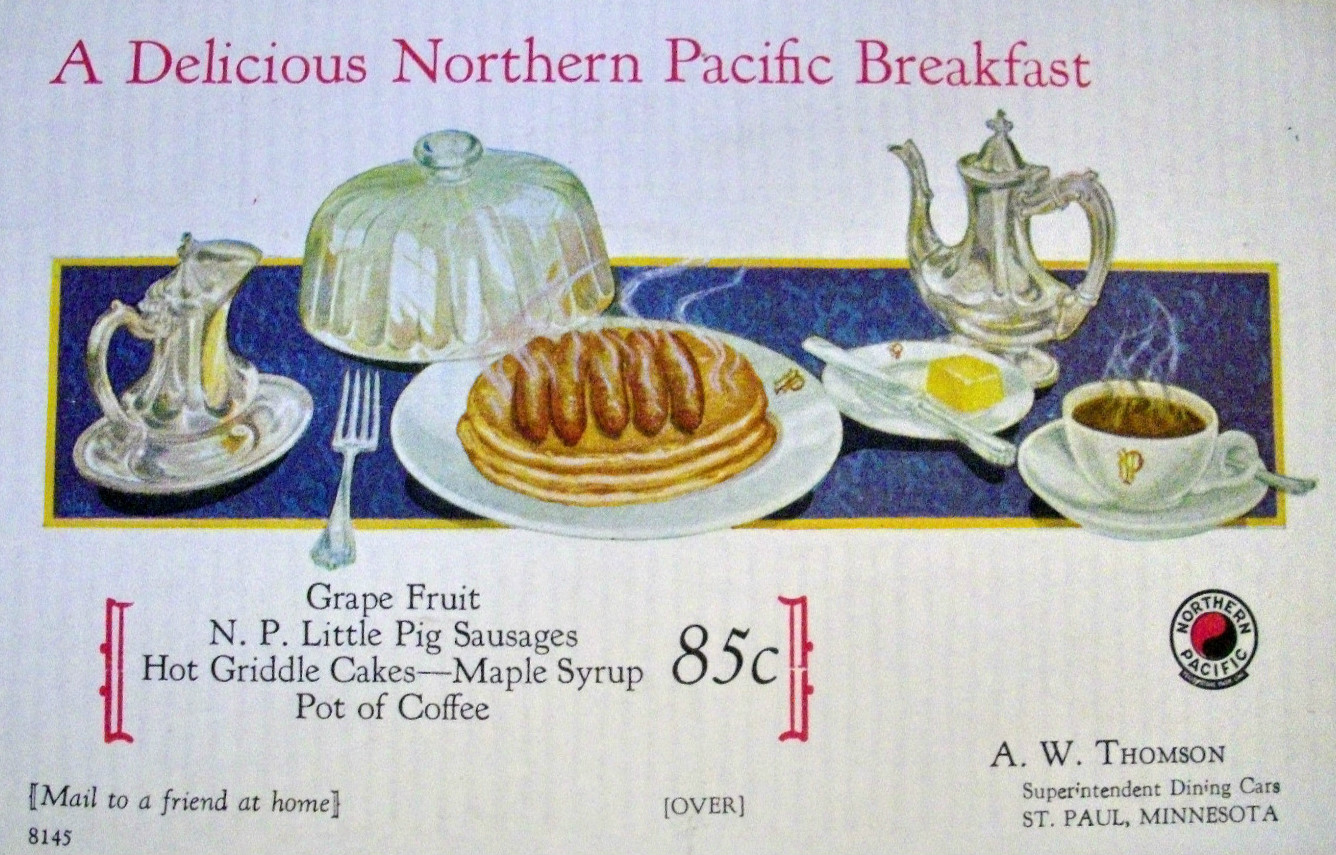
Petit déjeuner à bord du train : paplemousse, saucisses au porc, crêpes avec du sirop d'érable et du café, 85 cents.

En juin 1971, le North Coast Limited fut remis en exploitation par l'Amtrak, sous le nom de North Coast Hiawatha, lui faisant emprunter la ligne principale du Milwaukee Road entre Chicago et Minneapolis, Minnesota. Le train circulait 3 jours par semaine, mais un service quotidien était assuré au moment des vacances et durant la saison estivale. Il fut à nouveau arrêté en 1979. 
Le second train de voyageur transcontinental du NP, était l'Alaskan, jusqu'à ce qu'il fut remplacé par le Mainstreeter le 16 novembre 1952. Le Mainstreeter, qui circulait via Helena, Montana et le Mullan Pass, fut conservé par le Burlington Northern jusqu'au 1er mai 1971, premier jour de mise en service de l'Amtrak. Cependant, après l'arrêt du Black Hawk du Burlington le 12 et 13 avril 1970, il fut réduit à la liaison Saint-Paul-Seattle. 
Le Northern Pacific en partenariat avec le Great Northern et l'Union Pacific, assurait le service Coast Pool Train entre Portland et Seattle. Les Coast Pool Trains du NP et du GN circulèrent jusqu'à la mise en service de l'Amtrak.
Il y eut plusieurs autres trains de voyageurs qui furent arrêtés avant la grande fusion qui donna naissance au BN. Cela incluait les destinations suivantes : 
- de Saint Paul (Minnesota) à International Falls, Minnesota.
- de Saint-Paul à Duluth, Minnesota. À un certain moment, cette liaison fut assurée avec le Great Northern Railway et le Soo Line.
- de Duluth à Staples (Minnesota).
- de Saint-Paul à Jamestown, Dakota du Nord.
- de Fargo, Dakota du Nord à Winnipeg, Manitoba (Canada).

## Les locomotives

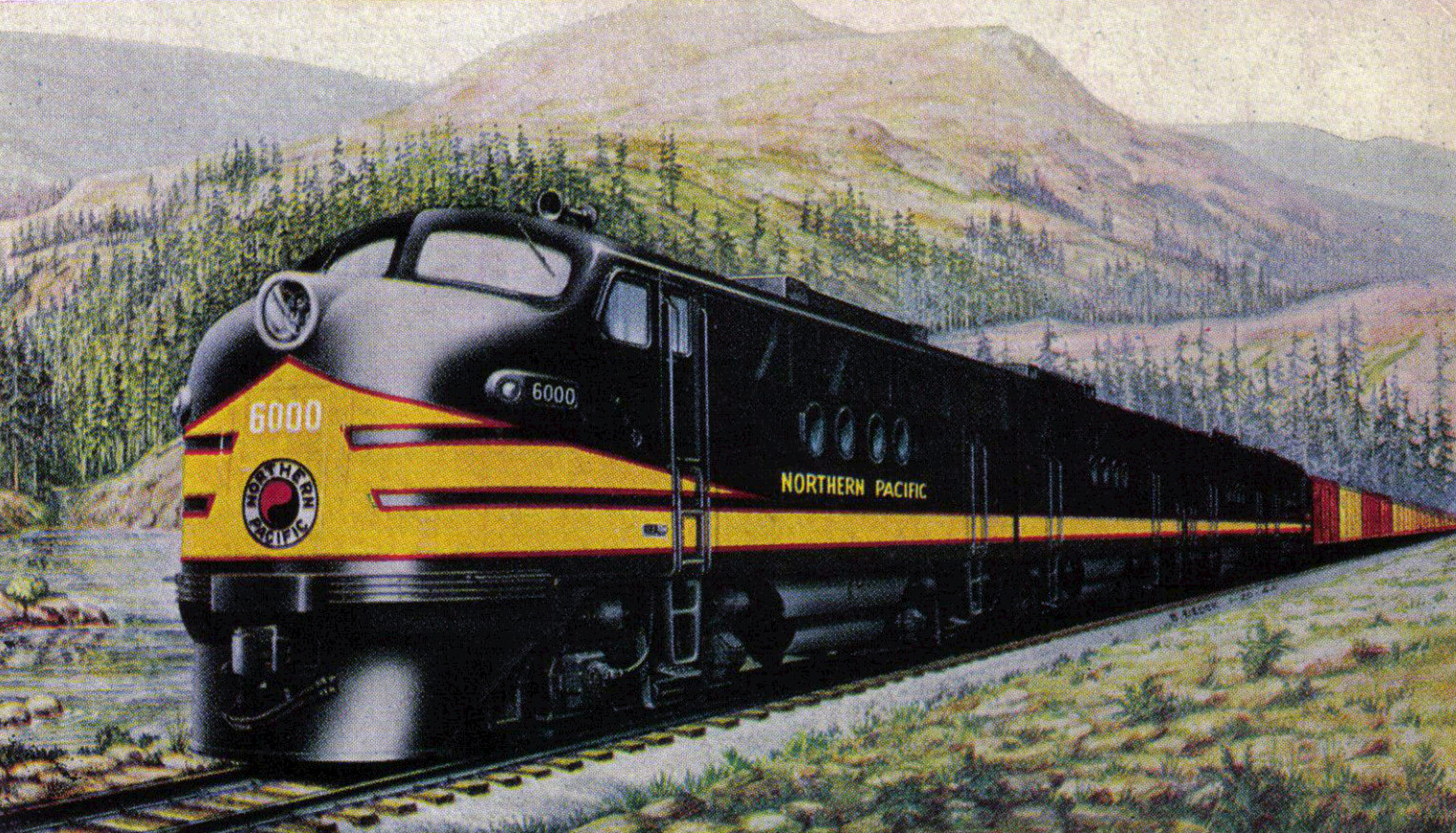
Locomotive diesel de type EMD F3

L'ensemble des locomotives du NP est détaillé dans l'article principal locomotives du Northern Pacific Railway (en).

### Locomotives caractéristiques
Le NP sut se faire remarquer dans l'histoire des locomotives, et fut un leader dans le développement des locomotives à vapeur modernes.
Le NP fut un des premiers à utiliser les Mikado 2-8-2 aux États-Unis.
Le NP qui souhaitait utiliser un charbon semi-bitumineux de faible qualité extrait des mines de Rosebud, Montana, joua un rôle dans le développement des locomotives de type 4-8-4. Ce charbon dit « Rosebud » avait un pouvoir calorique 50 % plus faible que celui de l'est, et nécessitait donc un foyer beaucoup plus grand que celui des locomotives classiques. Un essieu supplémentaire fut ajouté sous le foyer Wooten alimenté par ce type de charbon ainsi que pour l'anthracite. Cela explique l'évolution du type 4-8-2 Mountain au type 4-8-4 dit Northern qui fut construit pour la première fois par Alco en 1926 pour le NP ; ces locomotives furent baptisées Class A.  
La 2-8-8-4, appelée Yellowstone, fut tout d'abord construite par Alco en 1928 pour le NP sous le n°5000, et désignée Class Z-5 ; d'autres furent construites par Baldwin Locomotive Works en 1930. 

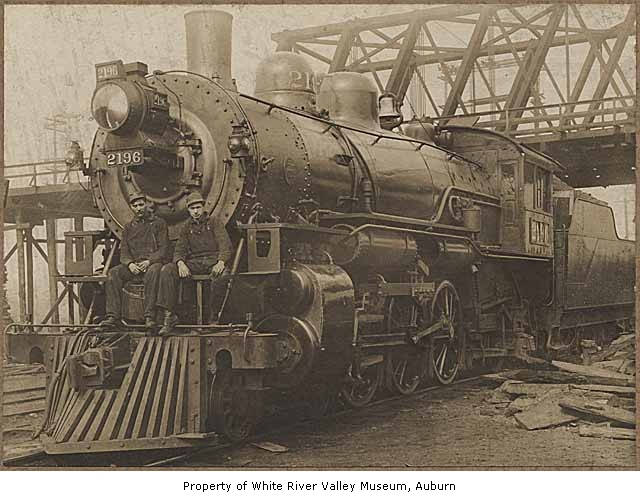
Locomotive au Dakota du Nord.

Le NP acheta en 1933, la locomotive Timken 1111, appelée aussi "Four Aces" ; cette machine de type 4-8-4, construite par Alco en 1930, fut la première à utiliser des roulements à rouleaux. Le NP la renumérota 2626 et créa la Class A-1 pour ce type de machine. Elle fut utilisée pour le service voyageur dans l'état de Washington, l'Oregon, l'Idaho et le Montana jusqu'à son retrait en 1957. Après la Timken 1111, le NP n'acheta plus que des locomotives munies de roulements à rouleaux. 
En 1944, le Northern Pacific fut l'un des premiers généraliser l'usage de la traction diesel avec les modèles Electro-Motive Division EMD FT.

### Le matériel préservé

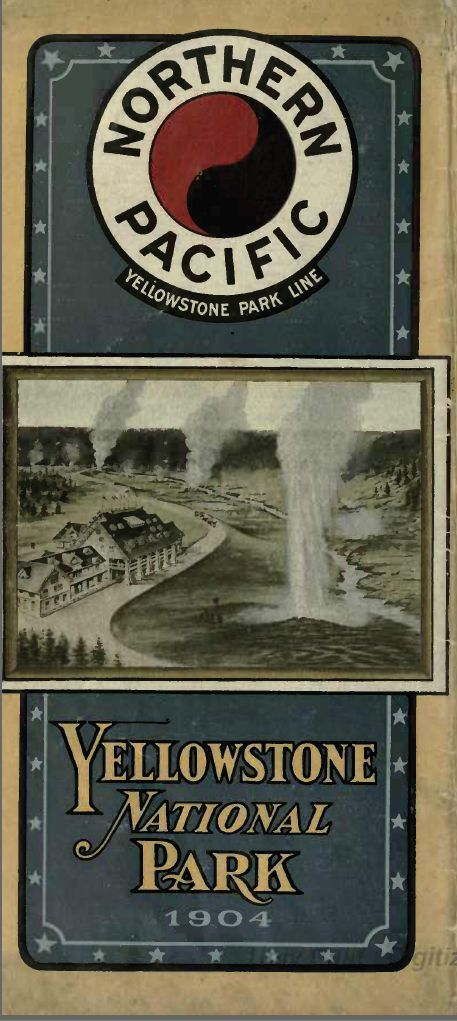
Plaquette publicitaire du Northern Pacific Railway, avec le logo de la compagnie, invitant à aller visiter le parc national de Yellowstone.

Le Northern Pacific a préservé 21 locomotives à vapeur: 
- 2 locomotives de type 0-4-0 : la "Minnetonka" et la n° 8.
- 5 locomotives de type 0-6-0 : Class L-4 n°927, L-5 n°924, L-7 n°1031, et L-9 n°1068 et n°1070.
- 1 locomotive de type 2-6-2 : Class T n°2435.
- 1 locomotive de type 2-8-0 : Class Y-1 n°25.
- 1 locomotive de type 2-8-2 : Class W-3 n°1762.
- 2 locomotive de type 4-4-0 : Class C-1 n°684 et 25 1/2-C n°21.
- 5 locomotives de type 4-6-0 : Class S-4 n°1354, 1356, 1364 & 1382) ; et S-10 n°328.
- 4 locomotive de type 4-6-2 : Class Q-3 n°2152, 2153, 2156 & 2164.

De plus, une locomotive de type 4-8-4, n°700 du SP&S fut dérivée du NP.
Concernant les diesels, les 2 EMD F9s Northern Pacific 6700A et 7002C, construites en 1954, furent plus tard restaurées par le Burnington Nothern sous les n°1 et 2 pour des trains spéciaux. Elles sont actuellement la propriété de l'Illinois Railway Museum situé à Union, Illinois. 
Une EMD SD45 du Northern Pacific, la 3617, construite en 1966 est actuellement en restauration au Lake Superior Railroad Museum de Duluth, Minnesota.
Huit voitures construites au début des années 1900 par Pullman pour le NP, sont maintenant utilisées quotidiennement par le Napa Valley Wine Train (NVRR). Ces voitures furent d'abord vendues par le NP au Denver and Rio Grande Western Railroad en 1960, qui les incorpora dans son ski Train, circulant entre Denver, Colorado et Winter Park, Colorado, avant que le NVRR ne les rachetât en 1987.

## Historique du logo
Le NP était à la recherche d'un logo, mais ne trouvait rien de satisfaisant. Edwin Harrison McHenry, ingénieur en chef du NP, alors qu'il visitait la Chicago World's Fair, fut frappé par la figure géométrique imprimée sur le drapeau de la Corée du Sud. C'était simple et clair, donc efficace et frappant. Le Northern Pacific, alors en pleine déroute financière, adopta ce logo en 1893 avec le slogan « Yellowstone Park Line ».